# بوتش هانكوك
بوتش هانكوك (بالإنجليزية: Butch Hancock)‏ هو كاتب أغاني وموسيقي أمريكي، ولد في 12 يوليو 1945 في لوبوك في الولايات المتحدة.

## وصلات خارجية
- بوتش هانكوك على موقع IMDb (الإنجليزية)
- بوتش هانكوك على موقع ميوزك برينز (الإنجليزية)
- بوتش هانكوك على موقع أول ميوزيك (الإنجليزية)
- بوتش هانكوك على موقع ديسكوغز (الإنجليزية)